# 三等高校生
『三等高校生』（さんとうこうこうせい）は、1982年に公開された、東宝（株式会社東宝映画）の製作の映画である。監督は渡邊祐介。野村義男主演作品。同時上映は『ウィーン物語 ジェミニ・YとS』。

## キャスト
- 杉田透：野村義男
- 菊地重吉：田中邦衛
- 水谷みどり：岡田奈々
- 竹久みち子：樹木希林
- 並川浩：川﨑麻世
- 村松実緒：早見優
- 園池信二：徳永亘
- 高木良夫：小山梓
- 上杉忠：和栗正明
- 水谷梨江：川村一代
- 岡田先生：鈴木ヒロミツ
- 透の父親：荒井注
- 透の母親：西川ひかる
- 山岡白山：西村晃
- シブがき隊（特別出演）

## スタッフ
- 製作：小倉斉、ジャニー喜多川
- 原作：赤松光夫
- 脚本：播磨幸治、渡邊祐介
- 撮影：西垣六郎
- 美術：育野重一
- 録音：宮内一男
- 照明：粟木原毅
- 編集：黒岩義民
- 助監督：橋本伊三郎
- スチール：石月美徳
- 監督：渡邊祐介

## 主題歌
- 野村義男「待たせてSorry」発売元 - ビクター